# Oxycheilinus arenatus
Oxycheilinus arenatus är en fiskart som först beskrevs av Valenciennes, 1840.  Oxycheilinus arenatus ingår i släktet Oxycheilinus och familjen läppfiskar. IUCN kategoriserar arten globalt som livskraftig. Inga underarter finns listade i Catalogue of Life.